# Bạch phụ tử
Dầu lai lá xẻ/ dầu lai xẻ/ dầu lai nhiều khía/ dầu lai san hô, dầu mè đỏ, san hô (danh pháp hai phần: Jatropha multifida), cây không phải tên Bạch phụ tử, là một loài thực vật có hoa trong họ Đại kích. Loài này được L. mô tả khoa học đầu tiên năm 1753.

## Hình ảnh

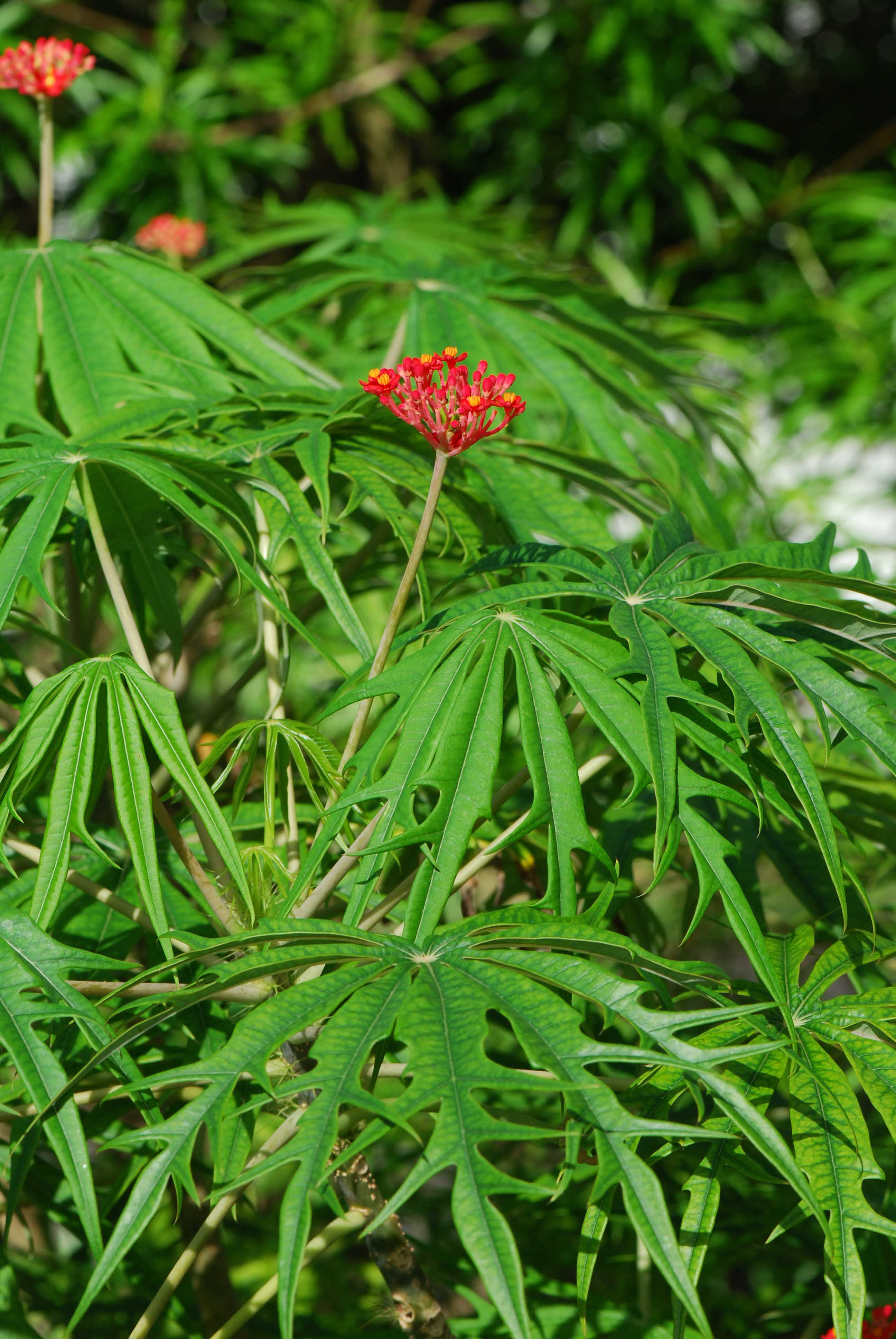
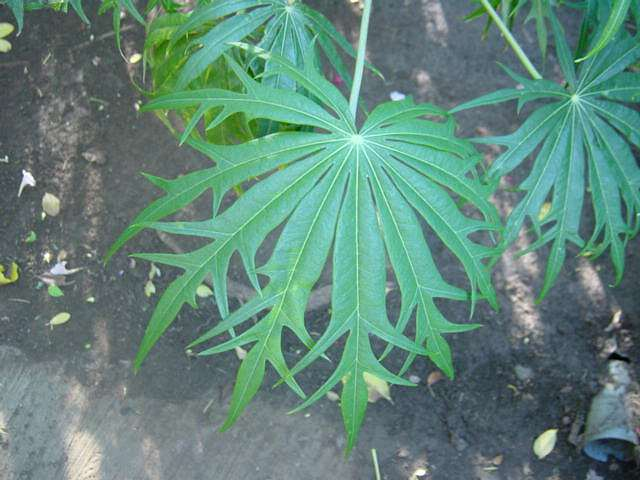
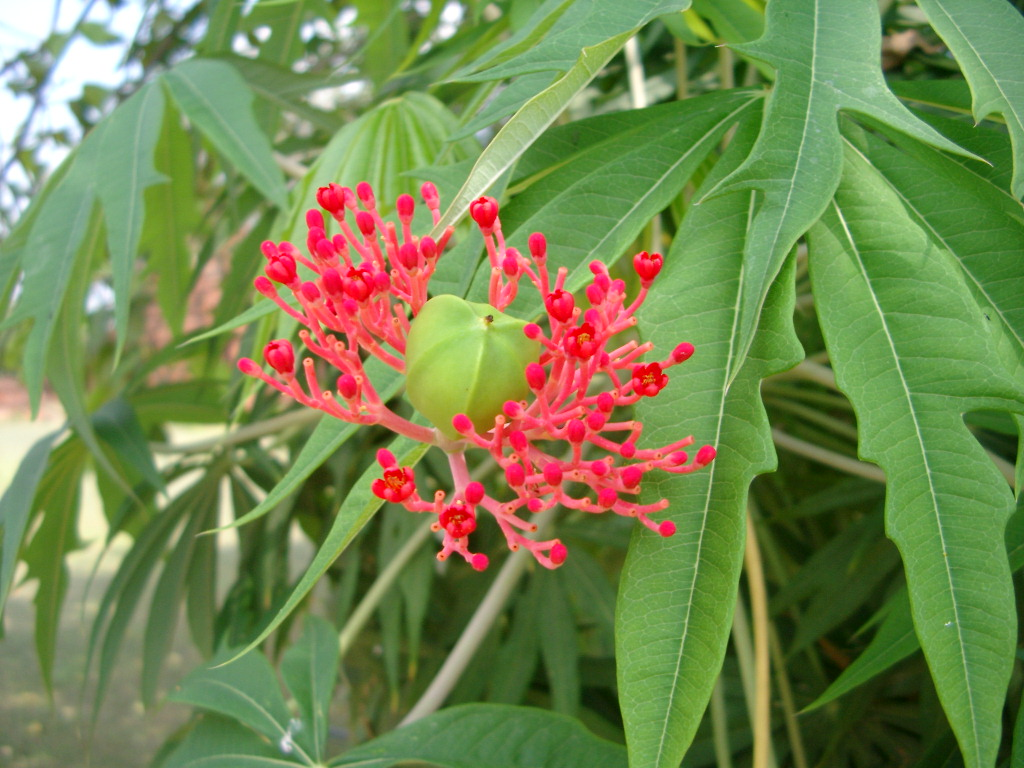
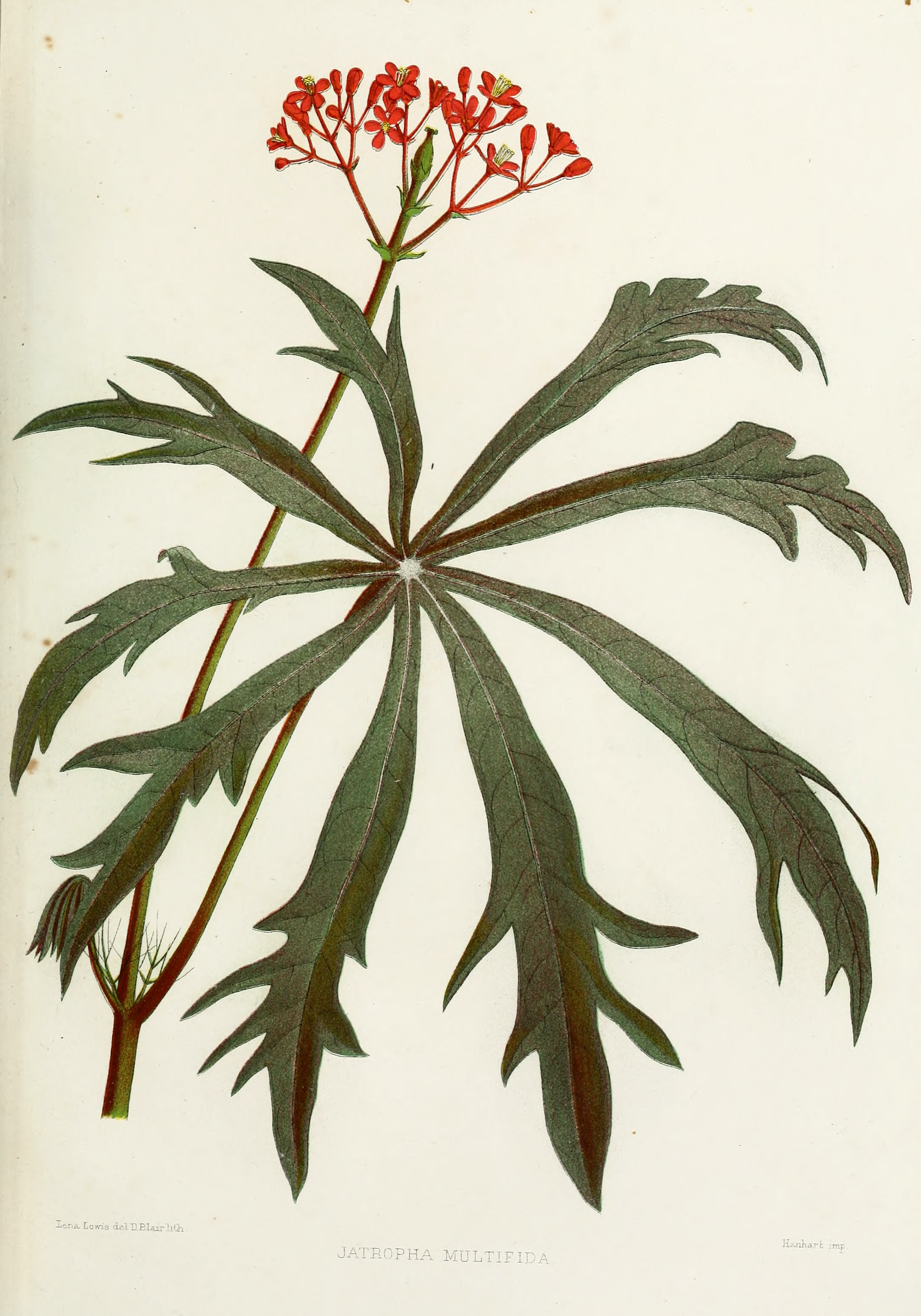